# Attentats du 19 août 2009 à Bagdad
Les attentats du 19 août 2009 à Bagdad sont des attaques coordonnées à la voiture piégée et plusieurs frappes de mortier survenues le 19 août 2009 dans la capitale irakienne, Bagdad. Les explosifs explosent simultanément dans la capitale vers 10 h 45, tuant au moins 101 personnes et en blessant au moins 565 autres. Il s'agit de l'attaque la plus meurtrière depuis les attentats du 14 août 2007 contre les communautés yézidies dans le nord de l'Irak, qui font près de 800 morts. Les attentats visent à la fois des bâtiments gouvernementaux et privés.

## Contexte
Les attentats à la bombe ont lieu le sixième anniversaire de l'attentat contre le complexe des Nations Unies à Bagdad, qui tue le coordinateur de la Mission d'assistance des Nations Unies pour l'Irak (en), Sérgio Vieira de Mello.
La capture de deux membres d'Al-Qaïda dans une voiture destinée à être utilisée comme une autre bombe conduit les responsables à croire qu'ils font partie d'une attaque coordonnée.

## Attentats
L'attaque commence tôt en milieu de matinée, lorsqu'un camion piégé explose devant le ministère des Finances (en). Une explosion plus importante suit à l'extérieur du ministère des Affaires étrangères, accompagnée d'attaques au mortier sur la zone verte sécurisée. L'explosion brise des fenêtres, tuant les personnes à proximité, et fait également tomber le mur de l'enceinte en face du camion piégé. L'explosion du ministère des Affaires étrangères à elle seule tue 58 personnes et laisse un cratère de 3 mètres de profondeur et de 10 mètres de largeur. La voiture piégée suivante tue au moins huit personnes et en blesse au moins 22 alors qu'elle dévaste une patrouille combinée de l'armée irakienne et de la police près du ministère des Finances. Deux attentats à la bombe dans des zones éloignées de la ville ont également lieu, l'un dans le quartier commercial de Baiyaa (en) tuant deux personnes et en blessant 16, l'autre dans le quartier de Bab al-Muadham tuant six personnes et en blessant 24. Un autre attentat à la bombe vise l'hôtel Rasheed (en), faisant exploser des fenêtres et des cadres de porte. Plusieurs mortiers tombent à l'intérieur du périmètre de la zone verte, l'un près du complexe de l'ONU, où les travailleurs humanitaires se réunissent pour discuter du "danger croissant" auquel sont confrontés les groupes d'aide. Les mortiers ne sont pas confirmés par le C-RAM IZ ou toute autre armée américaine.

## Victimes
Au total, les attaques tuent plus de 90 personnes et en blessent plus de 500. Le Premier ministre Nouri al-Maliki devait prononcer un discours dans un hôtel voisin, mais celui-ci est annulé en raison des attaques.

## Suspects et revendications
Les soupçons immédiats se portent sur l'alliance baasiste, Al-Qaïda et les extrémistes sunnites. Les attentats sont revendiqués, fin octobre 2009, par l'État islamique d'Irak, qualifiant les cibles de "repaires d'infidélité".
Quelques jours après les attentats, l'Irak diffuse une vidéo de l'ancien chef de la police Wissam Ali Kadhem Ibrahim, un loyaliste de Saddam Hussein, avouant avoir orchestré un attentat au camion piégé au ministère des Finances, le premier de deux attentats,, et rappelle son ambassadeur en Syrie, après avoir exigé la remise de deux suspects baasistes. La Syrie déclare ne pas être impliquée dans les attentats et rappelle par la suite son ambassadeur en Irak,.
Le 11 mars 2010, la police irakienne arrête Munaf Abdul Rahim al-Rawi, le cerveau des attentats. Son arrestation entraîne également la mort des chefs d'Al-Qaïda Abou Ayyoub al-Masri et Abou Omar al-Baghdadi. Al-Rawi, surnommé le "gouverneur de Bagdad", orchestre de nombreux autres attentats à Bagdad depuis août 2009, selon le général de division Qassim Atta, porte-parole de l'armée à Bagdad,.

## Réactions
Le gouvernement régional du Kurdistan condamne les attaques, les imputes à un "retard dans la mise en œuvre des mesures de sécurité" et appelle à l'unité parmi les Irakiens.